# Najim
 (juillet 2025).
Najim Amari, dit Najim ou Cheb Najim (en arabe : الشاب نجيم), né le 18 janvier 1985 à Suresnes, est un chanteur de raï franco-algérien.

## Biographie

### Enfance
Najim est né en France à Suresnes (Hauts-de-Seine), d'un père algérien et une mère française, mais c’est en Algérie qu’il a grandi depuis l'âge de 3 mois et a fait sa scolarité. Il vit à Bordj Bou Arreridj.

### Arrivée en Algérie
Il a quitté la France après la séparation de ses parents et a été accueilli et élevé dans l'Est de l'Algérie par ses grands-parents. 
Dès son plus jeune âge, Najim a été initié à la musique par ses oncles musiciens ; à 6 ans il est déjà chef de chorale et à 12 ans il crée son groupe et commence à jouer dans les mariages, baptêmes... Son style de musique préféré ? Les chansons sétifiennes et les reprises d'El Marhoum Hasni.
À 15 ans, pendant les vacances, il accompagne ses oncles pour chanter dans divers cabarets : Setif, Alger, Oran ...

### Retour en France
À l'âge de 18 ans, Najim retourne en France pour retrouver sa mère ; après un court passage dans les cabarets et clubs parisiens, il fait la connaissance de Salah Rahoui (qui a écrit pour Khaled, Zahouania, Cheb Sahraoui, Cheb Akil, Gypsy King ...). Cette rencontre se révèle décisive puisque l'album Kount Enhawes (2004) se vend à plus d'une dizaine de milliers d'exemplaires. S'enchaînent ensuite galas de charité, plateaux télés et scènes prestigieuses.

## Carrière

### Saba (2007)
En 2007, Najim revient avec un nouvel album produit par Salah Rahoui et Virgin Music France et qui s'intitule Saba, un album plus propre, plus approfondi, avec des sonorités retro/moderne et de nombreux soutiens dans le milieu de la musique. Il explore un univers nouveau, en compagnie de nombreux artistes reconnus tel que la regrettée diva du Raï Cheikha Remitti qui lui avait gracieusement prêté sa voix pour l'un de ses ultimes récitals (N'rouhou N'zourou).

## Discographie
Albums
- 2004 : Kount Enhawes (Aladin/WMO)
  - Chansons : Les Algériens, Chafitini Omri, L'Emigia, Kount Enhawes, Linagdabha Ya Mma, Min Fet El Hal, Galbi Manek, Ghalta Faïta, Gouaâdi Hdaya, Jit Nahkilek
- 2006 : Hsabtek ana
  - Chansons : Gouaâdi Hdaya, Chafitini Omri, Fananin Bladi, Galbi Manek, Ghalta Faïta, H'sabtek Ana, Jit Nahkilek, Kount Enhawes, L'Emigia, Les Algériens, Linagdabha Ya Mma, Min Fet El Hal, N'rouhou N'zourou • Twahachtek Bezef
- 2007 : Saba (EMI/Virgin)
  - Chansons : H'sabtek Ana, N'Rouhou N'Zourou feat. ft Cheikha Rimitti, Fananin Bladi, Châal Sabrat, « Twahachtek Bezef » feat. Alibi Montana, Raha Walete feat. Larsen, Rani La Wahdi, Elle Saba, M'Ra Mataghbenhech, Mesjoune, Ya Zarga, Saâdia
- 2010 : Mkhabarni Galbi (Mon cœur m’a dit)
  - Chansons : Feat Rébéca - Près de toi (new version), Mkhabarni Galbi, Près de toi, Ya Mama - feat Kenza Farah, Latebkich, Neuilly sa mère, Ila Ntia Nsitini, Fananine Bladi (New version), Jusqu'au bout du monde, Interlude, Aalich Neflachi, Yallah ya rabi, T'halou fi Wahran, Ain el Karma, Mazelt Nkaraa Fik.
- 2015 :  Raïvolution

Autres
- - 2011 : Tu mérite mieux - Isleym Feat Rat Luciano & Cheb Najim (RaïN'B fever 4)

Singles
- 2004 : « Jusqu'au bout du monde » (Willy Denzey & Najim)
- 2004 : « Ya mama » (Avec Kenza Farah)
- 2009 : « Près de toi (Suddenly) » (avec Arash Labaf & Rebecca Zadig) (EMI/Virgin)
- 2015 : « Je t'aimais, je t'aime, je t'aimerai »
- 2016 : « Maman n'est pas ma mère »
- 2017 : « Kelmet Nebghik »

Featuring
- 2011: "Tu mérites mieux" (Isleym featuring Rat Luciano & Najim)
- 2013: « Beauté Fatale » (Lacrim featuring Najim)